# Альто-Рено-Терме
Альто-Рено-Терме (італ. Alto Reno Terme) — муніципалітет в Італії, у регіоні Емілія-Романья,  метрополійне місто Болонья. Муніципалітет утворено 1 січня 2016 року шляхом об'єднання муніципалітетів Гранальйоне та Порретта-Терме.
Альто-Рено-Терме розташоване на відстані близько 280 км на північний захід від Рима, 55 км на південний захід від Болоньї.
Населення — 7003 особи (2014).

## Демографія
Населення за роками:

Станом на 1 січня 2023 року в муніципалітеті офіційно проживало 775 іноземців з 50 країн, серед них 212 громадян країн Євросоюзу та 21 громадянин України.

## Сусідні муніципалітети
- Кастель-ді-Казіо
- Пістоя
- Самбука-Пістоїєзе
- Гаджо-Монтано
- Ліццано-ін-Бельведере